# Hyllus fuscomanus
Hyllus fuscomanus är en spindelart som beskrevs av Władysław Taczanowski 1878. Hyllus fuscomanus ingår i släktet Hyllus och familjen hoppspindlar. Inga underarter finns listade i Catalogue of Life.